# Vegetarburger
Bøffen i en en vegetarisk burger kan laves af grøntsager, nødder, mejeriprodukter, svampe, soya-hentede vævede grøntsagsproteiner, hvedegluten, æg eller en kombination af disse. 
Det er også muligt at lave veganske burgere.
| Mad og drikke | Spire Denne artikel om mad og drikke er en spire som bør udbygges. Du er velkommen til at hjælpe Wikipedia ved at udvide den. |